# Pietro di Maria
Pietro di Maria (Moliterno, 3 août 1865 – Moliterno, 3 septembre 1937) est un archevêque catholique et diplomate italien, au service du Saint-Siège.

## Biographie
Il est ordonné prêtre le 23 mai 1891 par le cardinal Lucido Maria Parocchi. Par la suite, il occupe le poste de vice-recteur du Collège pontifical Urbain (it). En 1896, il est nommé minutant de la Congrégation de la propagation de la foi. De 1904 à 1906, il occupe le poste de recteur du Collège pontifical Népomucène (it).

### Ministère épiscopal
Le 6 décembre 1906, il est nommé évêque de Catanzaro par le pape Pie X.
Le 30 décembre 1906, il reçoit la consécration épiscopale des mains du cardinal Rafael Merry del Val, secrétaire d'État, les co-consécrants sont l'archevêque titulaire de Thessalonique (de) Achille Locatelli, devenu par la suite cardinal, et l'archevêque titulaire de Nicosie Cesare Boccanera.
Le 29 juillet 1909, il achète sur commande du pape Pie X le terrain où est construit le Séminaire pontifical régional Saint-Pie-X (it) et le 17 juillet 1910 bénit la première pierre.
Le 11 juin 1918, il est nommé par le pape Benoît XV archevêque titulaire d'Iconium (de) et délégué apostolique au Canada. Le 3 juin 1926, il est nommé nonce apostolique en Suisse et y demeure en fonction jusqu'au 1er septembre 1935, lorsque sa démission fut acceptée en raison de ses conditions de santé précaires.
Il est mort à Moliterno le 3 septembre 1937.

## Succession apostolique
Pietro di Maria a ordonné les évêques suivants :
- Évêque Henri-Jean-Marie Prud’homme (de) (1921)
- Évêque François-Xavier Ross (1923)
- Cardinal Felix-Raymond-Marie Rouleau, O.P. (1923)
- Archevêque Thomas O’Donnell (de) (1924)
- Évêque Fabien-Zoël Decelles (1924)
- Évêque Joseph Alfred Langlois (1924)
- Évêque John Thomas Kidd (de) (1925)
- Évêque Anton Gisler (1928)
- Évêque Laurenz Matthias Vincenz (1932)